# Aref Qazvini
Abolghassem Aref Qazvini (persan : ابوالقاسم‌ عارف قزوینی) né en 1882 à Qazvin et mort le 21 janvier 1934 à Hamadan, est un poète et compositeur persan iranien.

## Biographie
Il est le fils du poète et fonctionnaire religieux, le mollah Moulla Khadi Wakil Qazvini. Aref Azvini poursuivit des études musicales à l'institut Dar Al Alhan de Constantinople, avec ensuite l'intention d'ouvrir une école musicale de ce type dans son pays, ce qu'il ne put faire à cause de la situation politique. Il écrivit de nombreux poèmes à propos de l'Iran ce qui lui valut le surnom de « poète national ». Il composait également de la musique traditionnelle. Il participa activement au mouvement constitutionnaliste de 1906-1911 et écrivit plusieurs pièces musicales et chansons à thème révolutionnaire.
Il déménagea à Hamadan à la fin de sa vie, où il mourut. Sa tombe se trouve à l'entrée de la cour du Mausolée d'Avicenne.
Ses œuvres complètes ont été publiées de manière posthume à Berlin et à Téhéran.